# Matilde d'Inghilterra (imperatrice)
Matilde o Matilda, in inglese Matilda of England, talvolta Maud oppure Maude (Winchester, 7 febbraio 1102 – Rouen, 10 settembre 1167) è stata imperatrice del Sacro Romano Impero e Regina consorte d'Italia dal 1114 al 1125, nonché signora degli Inglesi nel 1141.

## Origine
Secondo il monaco e cronista inglese, Orderico Vitale, era la figlia primogenita del duca di Normandia e re d'Inghilterra, Enrico I Beauclerc e della sua prima moglie Edith di Scozia, che, ancora secondo Orderico Vitale e secondo il Florentii Wigornensis Monachi Chronicon, era figlia del re di Scozia, Malcolm III e della sua seconda moglie, Margherita del Wessex (Ungheria, 1045 – 16 novembre 1093), che secondo il The Chronicles of Florence of Worcester with two continuations era figlia del principe Edoardo (figlio del re d'Inghilterra, Edmondo II, che secondo Orderico Vitale, discendeva da Alfredo il Grande e quindi dal primo re d'Inghilterra, Egberto del Wessex) e di Agata, che, sempre secondo il The Chronicles of Florence of Worcester with two continuations era nipote dell'imperatore del Sacro Romano Impero, Enrico II (daughter of the brother of Emperor Henry), mentre secondo la Chronica Albrici Monachi Trium Fontium era la sorella della regina d'Ungheria (Agatham regine Hunorem sororem), mentre per Orderico Vitale era figlia del re d'Ungheria; Margherita era la sorella di Edgardo Atheling, ultimo discendente del Casato dei Wessex e pretendente alla corona d'Inghilterra.
Enrico I Beauclerc, sia secondo il monaco e cronista normanno Guglielmo di Jumièges, autore della sua Historiæ Normannorum Scriptores Antiqui, che il cronista e monaco benedettino dell'abbazia di Malmesbury, nel Wiltshire (Wessex), Guglielmo di Malmesbury, Orderico Vitale, e il cronista e monaco benedettino inglese, Matteo di Parigi, era il figlio maschio quartogenito del duca di Normandia e re d'Inghilterra, Guglielmo il Conquistatore e di Matilde delle Fiandre (1032 - 1083), che, secondo la Genealogica Comitum Flandriæ Bertiniana, era figlia di Baldovino V, conte delle Fiandre, e della sorella del re di Francia, Enrico I, Adele di Francia, che secondo la Genealogiæ Scriptoris Fusniacensis era figlia del re di Francia, Roberto II, detto il Pio.

## Biografia
Sua madre, nel giorno del matrimonio, secondo Orderico Vitale, come concessione alla sensibilità dei Normanni, cambiò il suo nome da Edith a Matilde. Secondo il The Historical Works of Gervase of Canterbury, Vol. I, Matilde nacque nel secondo anno di regno dei genitori (1102) e le fu imposto il nome della madre; secondo la scrittrice britannica di libri storici, Alison Weir, alla nascita era stata battezzata con il nome di Adelaide e solo dopo il primo fidanzamento, le fu mutato in Matilde (notizia non confermata da alcuna fonte primaria).
Secondo la medievalista britannica Marjorie Chibnall Matilde era nata a Sutton Courtenay, piccolo villaggio tra Didcot e Abingdon, in Oxfordshire.

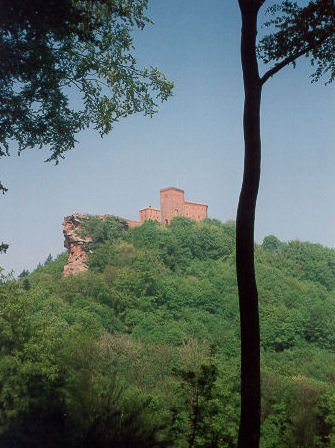
Il castello di Trifels e parte della sua rocca.

Per le politiche di alleanza del padre, Matilde venne promessa in sposa all'età di 8 anni, come confermano gli Annales Cameracenses, al re dei Romani o re di Germania Enrico V; il The History of the English by Henry Archdeacon of Huntingdon narra che, nel 1109, l'imperatore inviò i suoi messi per chieder in sposa Matilde, e che essi furono ricevuti da Enrico I Beauclerc il giorno di Pentecoste, presso Londra, aggiungendo che presenziava anche Anselmo, Arcivescovo di Canterbury, poi prosegue scrivendo che l'anno seguente la figlia (Matilde) fu inviata all'imperatore; anche il cronista, priore dell'abbazia di Bec e sedicesimo abate di Mont-Saint-Michel, Robert di Torigny, narra gli avvenimenti nello stesso modo, l'incontro presso Londra, e, nel 1110, la partenza di Matilde verso la corte imperiale; anche l'Anglo-Saxon Chronicle conferma l'incontro di Londra e la seguente partenza di Matilde, su una nave; il Florentii Wigornensis Monachi Chronicon, invece dice che nel 1110 Matilde fu data in sposa ad Enrico V, imperatore, così come l'Annaliums Angliae Excerpta e l'Ex Annalibus Winchecumbensibus; infine, anche Orderico Vitale conferma che Enrico I diede Matilde in sposa ad Enrico V, imperatore, precisando anche che Roger fitz Richard de Clare guidava un gruppo di nobili a scorta della principessa ed aggiungendo che recavano con sé molti regali ed una dote di 10.000 marchi d'argento, concludendo che l'imperatore apprezzò tale moglie tanto generosa; Orderico Vitale ricorda l'anno del matrimonio, in un passo successivo, precisando che avvenne nel terzo anno di regno di Enrico V, ed in un altro passo ancora, dove ricorda che la scorta era comandata da Roger fitz Richard de Clare.
Secondo gli Annales Hildesheimenses continuatio Paderbornensis Matilde si sposò a Utrecht, nella prossimità della Pasqua, come conferma anche l'Ex Roberti Gestis Ducum Normannorum, Matilde sposò a Utrecht, nella prossimità della Pasqua, nell'aprile del 1110, il re dei Romani o re di Germania e futuro Imperatore del Sacro Romano Impero, Enrico V (8 gennaio 1081 – Utrecht, 23 maggio 1125), figlio dell'Imperatore del Sacro Romano Impero, Enrico IV (1050-1106) e di Berta di Savoia (1051-1087), figlia del conte di Savoia e conte d'Aosta e Moriana, Oddone e di Adelaide di Susa; il 25 luglio Matilde, a Magonza, fu incoronata regina dei Romani, dall'arcivescovo di Colonia; quindi, in attesa che le nozze potessero essere consumate, Matilde venne inviata, per esservi educata ed istruita secondo l'usanza tedesca, all'arcivescovo di Treviri, Bruno von Bretten.

### Imperatrice come moglie di Enrico V
Nel 1111, Enrico V, promesso sposo di Matilde, secondo gli Annales Hildesheimenses continuatio Paderbornensis, si recò in Italia e dopo aver fatto prigioniero papa Pasquale II (anche l'Ex Annalibus Winchecumbensibus conferma la cattura del papa), si rappacificò con lui e fu incoronato imperatore del Sacro Romano Impero; il Florentii Wigornensis Monachi Chronicon conferma che Enrico V fu consacrato imperatore, in San Pietro, il 13 aprile (idus Aprilis), come confermano anche gli Annales Sancti Disibodi.
Ancora, secondo il Florentii Wigornensis Monachi Chronicon, Il 6 gennaio (VIII Id Jan) 1114, a Magonza, fu celebrato il matrimonio tra l'imperatore Enrico V e la non ancora dodicenne Matilde, che in quella occasione fu incoronata imperatrice; il matrimonio viene confermato anche dall'Ex Annalibus Winchecumbensibus, dagli Annales Sancti Disibodi e dagli Annales Hildesheimenses continuatio Paderbornensis, anche se gli ultimi due spostano il giorno al 7 gennaio (die post epiphaniam).
Nella primavera del 1116, Matilde seguì il marito, che, per la seconda volta tornava in Italia, dove, nel 1117, a Roma, forse fu incoronata, ma non dal papa, come Imperatrice, titolo che forse non le spettava ma che tenne a mantenere per tutta la vita. Nel 1118, Enrico V fu costretto a rientrare in Germania e Matilde fu reggente per il regno d'Italia, nel periodo 1118-1119. Nel 1120 morì in un naufragio il legittimo erede al trono d'Inghilterra, il fratello minore di Matilde, Guglielmo, circa un anno dopo il suo matrimonio con Matilde d'Angiò, figlia di Folco V, conte d'Angiò.
La sciagura avvenne il 25 novembre 1120, al largo della costa normanna del Cotentin, nel naufragio notturno causato dell'urto contro uno scoglio affiorante della Nave Bianca, mentre attraversava la Manica, assieme a un gran numero di nobili, per fare ritorno in Inghilterra dalla Normandia, come racconta Guglielmo di Malmesbury. Sull'imbarcazione vi erano circa trecento persone, tra le quali un centinaio di nobili importanti. Tra le vittime, oltre a Guglielmo c'erano anche due fratellastri (figli illegittimi di Enrico I, Riccardo e Matilda), ed una cugina di Matilde, Lucia-Mahaut di Blois, figlia di una sorella di suo padre, Adele. La successione venne messa a rischio, perché Matilda, l'unica figlia legittima di Enrico I, come moglie dell'imperatore del Sacro Romano Impero, non poteva essere sua erede, quindi la successione sarebbe toccata ai nipoti di Enrico I, Tebaldo conte di Blois oppure Stefano, conte di Mortain, figli della sorella Adele. Siccome questa soluzione non era di suo gradimento, Enrico I, per cercare di avere un altro erede (da tale unione però non nacquero figli, come ci testimonia Guglielmo di Jumièges), secondo il Florentii Wigornensis Monachi Chronicon, sposò Adeliza di Lovanio, che sempre secondo il Florentii Wigornensis Monachi Chronicon, era figlia del Duca della Bassa Lorena, Goffredo VI o Goffredo I di Lovanio († 25 gennaio 1139), che era anche Langravio del Brabante, Conte di Bruxelles e di Lovanio e Margravio di Anversa.
Secondo il The Historical Works of Gervase of Canterbury, Vol. I, nel 1125, Enrico V morì, lasciandola vedova e senza figli, come ci conferma ancora il The Historical Works of Gervase of Canterbury, Vol. I,; la morte di Enrico V viene riportata anche dagli Annales Sancti Disibodi e dall'Ex Annalibus Winchecumbensibus. Secondo Orderico Vitale, Il marito prima di morire le aveva consegnato le insegne reali, che lei custodì nel castello di Trifels in Renania-Palatinato. Per la sua sospetta sterilità e per la presenza di forti pretendenti al trono imperiale, non le fu data la possibilità di reggere l'Impero e trasmetterlo ad un futuro secondo marito. Adalberto I, arcivescovo di Magonza, si fece consegnare le insegne reali ed ebbe un peso determinante nell'elezione, in quello stesso anno, di Lotario III, a nuovo re dei Romani.

### Erede al trono di Inghilterra e contessa di Angiò

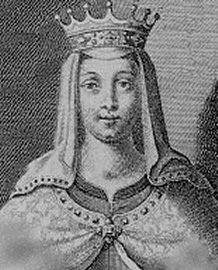
Ritratto immaginario dell'imperatrice Matilde

Rimasta vedova nel 1125, riconsegnate le insegne reali, Matilde fu richiamata in Inghilterra da suo padre Enrico I che, ancora senza erede maschio, la nominò propria erede avendo constatato che aveva il temperamento adatto per governare. Nel 1127 prese addirittura la decisione senza precedenti di convocare un grande concilio con tutti i nobili più importanti sia laici che ecclesiastici, tra i quali il cognato, Davide I di Scozia, suo nipote, Stefano di Blois (Matteo di Parigi afferma che Stefano fu il primo a giurare) e il suo primogenito (illegittimo), Roberto di Gloucester e da tutti pretese il giuramento che avrebbero accettato Matilde come regina. La maggior parte accondiscese ma non gradì la soluzione e avrebbe gradito ancor meno se avesse saputo che Enrico trattava il matrimonio della figlia con il figlio del nemico storico dei normanni, il conte d'Angiò.
Nel giugno del 1128, a Le Mans, fu celebrato il matrimonio tra Matilde e il figlio del conte Folco V, Goffredo il Bello o Plantageneto, di dieci anni più giovane. Tale matrimonio fece sì che la maggior parte dei baroni non riconoscesse il proprio giuramento dell'anno prima. Enrico allora lo fece ripetere nel 1131; Robert di Torigny scrive che nell'estate del 1131, Enrico condusse con sé la propria figlia, Matilde, in Inghilterra e radunati tutti i maggiorenti del regno (e del ducato di Normandia) fu deliberato che avrebbero accettato come erede sua figlia e suo marito, il nuovo conte d'Angiò, Goffredo V il Bello. Dal matrimonio di Matilde ed il giovane Goffredo inizialmente tormentato da incompatibilità reciproche, nacquero solo dopo alcuni anni tre figli, di cui il primo fu Enrico, nato il 5 marzo 1133, al quale era stato imposto il nome del nonno.
Enrico I in quello stesso anno visitò la Normandia per vedere il suo giovane nipote. Ma ben presto iniziarono discussioni per questioni territoriali, tra Enrico I e la figlia e il genero, divenuto nel frattempo conte d'Angiò, poiché suo padre aveva abdicato e si era recato in Terra santa, per sposare l'erede al trono di Gerusalemme, Melisenda. Queste dispute ed alcune ribellioni, forse ispirate da Goffredo, costrinsero Enrico I a trattenersi in Normandia dove, nel 1135, durante una battuta di caccia nel Vexin, si ammalò all'improvviso e morì; secondo il The Historical Works of Gervase of Canterbury, Vol. I, per avvelenamento da cibo dopo aver mangiato con avidità una lampreda avariata, a Saint-Denis-le-Fermont; Enrico I morì il 2 dicembre, sia secondo il Florentii Wigornensis Monachi Chronicon, che gli Obituaires de Sens Tome I, mentre secondo la Chronicæ sancti Albini Andegavensis morì il 1º dicembre.

### La lotta con Stefano I d'Inghilterra e l'Anarchia inglese
Alla morte del padre Enrico I nel 1135, mentre i baroni, ritenendosi svincolati dal primo dei giuramenti, nel quale era stata posta come condizione, non rispettata dal re, l'approvazione preventiva di tutta la nobiltà su un eventuale matrimonio di Matilde, discutevano se era il caso di eleggere re Tebaldo, conte di Blois e conte di Champagne, l'altro cugino di Matilde, il fratello minore di Tebaldo, Stefano, che si trovava a Boulogne, signoria di sua moglie, si imbarcò immediatamente per l'Inghilterra per imporre la propria candidatura, in quanto aveva quasi sempre vissuto in Inghilterra, mentre il fratello si era creato un grande prestigio solo in Francia. Arrivato a Londra, Stefano fu accolto entusiasticamente e fu invitato a recarsi a Winchester per assicurarsi il tesoro reale.
Di fronte alle difficoltà che venivano poste dai baroni dello scacchiere, intervenne suo fratello minore, Enrico (1100-1171), vescovo di Winchester dal 1129, che riuscì a convincere i baroni ad appoggiare Stefano, come ci narra Guglielmo di Malmesbury. A questo punto la maggior parte dei notabili, anche coloro che avevano proposto Tebaldo, si schierarono a favore di Stefano, che il 26 dicembre 1135, fu incoronato a Westminster. Sembra che il debole carattere di Stefano lo avesse fatto preferire all'energica Matilde, descritta spesso di carattere astioso e difficile. Anche Tebaldo accettò la nomina del fratello a re d'Inghilterra e a, nome suo, concordò una tregua col marito di Matilde, Goffredo.
Matilde, in quel momento in Normandia ed incinta del terzo figlio, non poté recarsi subito in Inghilterra, ma si oppose alla sua incoronazione, adducendo il giuramento preteso da suo padre. Tentò di fare ricorso al papa Innocenzo II per il giuramento violato, inviando un suo vescovo a Roma; ma dopo circa due anni il papa, influenzato dal potente arcivescovo di Winchester, Enrico, fratello di Stefano, ritenne il giuramento nullo in quanto la clausola sul consenso della nobiltà al matrimonio era stata violata. Si aprì dunque in Inghilterra un periodo di guerre e contese, conosciuto come l'“Anarchia (o guerra civile) inglese”. Inizialmente Stefano ebbe la meglio, perché Matilde ed il marito, secondo Orderico Vitale, si limitarono ad occupare alcuni castelli in Normandia e solo lo zio di Matilde, Davide I di Scozia, invase il nord dell'Inghilterra, ma Stefano nel corso del 1136 si recò in Northumberland, dove si incontrò con Davide e trovarono un accordo: Davide riconobbe Stefano come re e Stefano riconobbe a Davide il Cumberland e Huntingdon, come conferma anche Guglielmo di Malmesbury. E anche il fratellastro di Matilde, Roberto di Gloucester, che non aveva voluto riconoscere Stefano, qualche mese dopo trovò un accordo in tal senso.
Nel marzo del 1137, Stefano finalmente poté occuparsi della Normandia, arrivando in Normandia, secondo il Florentii Wigornensis Monachi Chronicon, prima di Pasqua; Stefano voleva contrastare Goffredo conte d'Angiò, marito di Matilde, ma commise l'errore di affidare il comando del suo esercito anglo-normanno al suo amico fiammingo, Guglielmo d'Ypres, scontentando tutti i baroni normanni che cominciarono ad abbandonarlo e soprattutto suo cugino, Roberto di Gloucester, che abbandonò l'impresa. Stefano lasciò la Normandia, dopo nove mesi (in dicembre), durante l'Avvento, senza essersene assicurato il completo controllo (aveva assediato Lillebonne, che era stata espugnata); ed in seguito Roberto di Gloucester si riavvicinò alla sorellastra Matilde, alleandosi militarmente al di lei marito Goffredo, e denunciò Stefano come usurpatore; Guglielmo di Malmesbury narra che Roberto cominciò ad appoggiare Matilde nel corso del 1138, mentre Robert de Torigni sostiene che raccolse intorno a sé altri sostenitori di Matilde.
Sempre nel 1138, secondo Gervasio di Canterbury, lo zio e sostenitore di Matilde, Davide I di Scozia, invase nuovamente l'Inghilterra, ma, dopo essersi trincerato fu duramente sconfitto nella battaglia dello Stendardo e costretto a fuggire, per salvarsi la vita e a sottomettersi, coi superstiti (Orderico Vitale racconta che fu fatta strage di Scozzesi e che molti perirono nelle acque del fiume Zedam e che dopo la carneficina i due re si incontrarono e si accordarono).
Tra il 1138 ed il 1140 Matilde viene citata consenziente a una donazione, inerente alcune proprietà in Angiò, fatta dal marito Goffredo, nel documento n° CXXXVIII del Cartulaire noir de la cathédrale d'Anger. Nella primavera del 1139, Stefano controllava ancora il tesoro, aveva l'appoggio di buona parte dei baroni inglesi e normanni e, soprattutto aveva l'appoggio del clero, per la forte influenza esercitata dal fratello, il vescovo Enrico, ora anche legato papale; infine Matilde non aveva ancora attraversato la Manica. Ma quando Stefano, all'inizio dell'estate, fece imprigionare il vescovo Roger di Salisbury, perché non aveva riconsegnato al re il suo castello, perse l'appoggio della chiesa; la situazione di Stefano peggiorò quando alla morte di Ruggero, in quello stesso anno, si appropriò di tutti i beni del vescovo e fu condannato proprio da suo fratello, legato papale.
Fu allora che, mentre il marito Goffredo d'Angiò si incaricò di continuare la conquista (iniziata con l'assedio di Falaise, nell'ottobre del 1138) della Normandia, dove ottenne il soprannome di "the Fair Count" ("il Conte Leale"), Matilde, nell'estate 1139, sbarcò in Inghilterra con Roberto di Gloucester, come ci viene confermato da tutti i cronisti e 140 cavalieri, dando il segnale per una sollevazione di alcuni baroni scontenti della debolezza di Stefano e l'appoggio del re di Scozia Davide I; Guglielmo di Malmesbury sostiene che dopo l'arrivo di Matilde e Roberto, accompagnati da alcuni nobili, in Inghilterra iniziò la rivolta contro Stefano, mentre, come quasi tutti i cronisti, Gervasio di Canterbury sostiene che Matilde sbarcò nei pressi di Arundel, dove ottenne ospitalità dalla matrigna, l'ex regina, Adeliza di Lovanio, e che la guerra civile iniziò dopo che l'imperatrice e Roberto si erano trasferiti a Gloucester. L'esercito di Matilde ottenne inizialmente parziali successi (Roberto conquistò Notthingam e la diede alle fiamme), soprattutto nell'Inghilterra occidentale dove i baroni spesso cambiarono bandiera per ottenere maggiori benefici, intanto Goffredo in Normandia continuava nella conquista del ducato, e, nell'ottobre del 1140, catturò e distrusse il castello di Fontenay-le-Marmion, nel Calvados. Secondo Guglielmo di Malmesbury, verso la fine del 1140, vi fu un tentativo infruttuoso, del legato papale, Enrico di Blois, di giungere alla pace. Dopo 16 mesi di guerra, la situazione non era mutata molto.
All'inizio del 1141, Stefano assediò Lincoln, che si era ribellata, e, il 2 febbraio, nel corso della battaglia, l'esercito di Stefano fu sconfitto e il re stesso, circondato dagli uomini di Roberto, venne catturato, mentre Guglielmo d'Ypres, riuscì a fuggire; Stefano fu condotto dalla cugina Matilde, a Gloucester e poi, il 9 febbraio, fu condotto al castello di Bristol, dove fu tenuto prigioniero nella torre del castello, dove, secondo Guglielmo di Malmesbury, fu detenuto, dapprima, con un trattamento da re e poi sempre peggio, secondo alcune voci, di notte era messo ai ceppi e dove gli fu prospettato che se avesse riconosciuto la cugina come regina sarebbe stato libero di andare in esilio nei propri possedimenti francesi; anche Orderico Vitale ricorda che re Stefano era detenuto, con durezza (Stephanus rex Anglorum in carcere gemens detinetur).
Matilde allora si avviò verso Winchester, per assicurarsi il tesoro e la corona reale e dove, il vescovo Enrico, fratello del re deposto, secondo Guglielmo di Malmesbury, le andò incontro e la riconobbe come "Lady of the English" (o "Signora degli Inglesi"), in cambio della completa libertà negli affari di religione. Winchester si arrese e Matilde fu riconosciuta regina di Inghilterra da un concilio tenutosi nella cattedrale della stessa città. A Winchester, Matilde fu raggiunta dall'arcivescovo di Canterbury, Teobaldo di Bec e ricevette l'omaggio di Oxford. Ormai tutta l'Inghilterra la riconosce regina, ad eccezione del sud-est, dove la regina, Matilde di Boulogne, e Guglielmo d'Ypres (da quell'anno considerato conte di Kent, terza creazione), avevano raccolto le truppe fedeli a re Stefano.
Finalmente Matilde poté entrare a Londra per l'incoronazione nell'abbazia di Westminster; ma prima dell'incoronazione sembra che Matilde, dopo aver rifiutato di concedere la libertà a Stefano, respingesse le richieste di una delegazione del Comune di Londra per la conferma dei privilegi della città e il ripristino delle leggi del re Edoardo il Confessore, trattando in modo sprezzante i suoi rappresentanti. Il popolo di Londra di fronte alla nuova tassazione entrò in subbuglio e fece scoppiare una furiosa rivolta e Matilde, assieme a Roberto di Caen, Enrico di Blois e Davide I di Scozia dovette fuggire da Londra, fuggì a Gloucester passando da Oxford.
Non molto tempo dopo i rapporti tra Matilde ed Enrico di Blois si guastarono e quest'ultimo riconobbe come re suo fratello ritirando l'appoggio dato a Matilde che, in agosto, attaccò Winchester, assediandola; Enrico di Blois diede fuoco alla città. Matilde allora lasciò la città accompagnata dal fratellastro, Reginaldo, mentre l'esercito della regina Matilde di Boulogne ed i fiamminghi di Guglielmo d'Ypres arrivavano in soccorso della città e poco dopo, nel mese di settembre, Roberto di Gloucester fu preso prigioniero dai fiamminghi di Guglielmo d'Ypres. Allora da parte della regina, Matilde di Boulogne, vi fu una proposta di pace che l'imperatrice Matilde rifiutò, ma accettò di liberare Stefano (liberato il 1º novembre) in cambio della liberazione del fratellastro, Roberto di Caen, conte di Gloucester. Nel corso di quell'anno intanto procedeva la conquista della Normandia da parte del marito di Matilde, Goffredo che conquistò il castello di Montfort e Falaise.
Stefano tornò a Londra e il giorno di Natale 1141, fu nuovamente incoronato re nella cattedrale di Canterbury; secondo il  Gesta Stephani regis Anglorum et ducis Normannorum ci fu una cerimonia di ringraziamento per la liberazione del re. L'anno seguente Matilde, che aveva posto la sua residenza a Oxford, aveva subito l'attacco di re Stefano che era riuscito ad entrare in città e, durante l'Avvento, era sotto assedio nel castello di Oxford, da dove, si dice che riuscì a calarsi dai bastioni con una fune e scappare, durante una tormenta di neve, grazie ad un mantello bianco: Gervase di Canterbury racconta che il freddo era intenso ed il Tamigi era ghiacciato e l'imperatrice, fatta passare da una porta posteriore accompagnata da cinque militi, riuscì a fuggire a piedi camminando per cinque miglia, Robert di Torigny ricorda che era vestita di bianco, per cui era mimetizzata agli occhi degli assedianti, di notte riuscì a scappare sul Tamigi ghiacciato, come Matteo di Parigi, che aggiunge che il castello di Oxford tornò a Stefano, infine Guglielmo di Malmesbury, dopo aver ricordato che Stefano aveva incendiato la città, racconta che Matilde uscì da una porticina secondaria, accompagnata da quattro soldati, attraversò il Tamigi e, a piedi raggiunse Abingdon e da lì proseguì a dorso di cavallo sino a Wallingford.
Nel 1143, Roberto di Gloucester, che nell'estate dell'anno precedente era andato in Normandia per trovare alleati pronti a combattere in Inghilterra, tornò dalla Normandia, sbarcando vicino a Southampton, con 360 cavalieri (Guglielmo di Malmesbury scrive che erano più di trecento, ma meno di quattrocento e attraversarono la Manica con 52 navi), che non poterono cambiare le sorti della guerra, e con il figlio di Matilde, Enrico, di dieci anni, che fu condotto a Bristol, per essere educato. Nel corso di quell'anno, in Normandia, Goffredo il Bello aveva continuato a combattere per la conquista della Normandia e verso la fine di quell'anno, o, nel gennaio del 1144, era riuscito a conquistare la città di Rouen, dove era stato acclamato duca di Normandia (lo storico francese, Louis Alphen, la conquista di Rouen la fa risalire al 23 aprile 1144). Stefano, all'inizio del 1144, aveva perso definitivamente la Normandia, conquistata dal marito di Matilde Goffredo Plantageneto, conte d'Angiò, ora riconosciuto anche duca di Normandia, dallo stesso Stefano.
La guerra civile, tra Stefano e Matilde, proseguì in Inghilterra senza risultati apprezzabili, per altri quattro anni: nel 1144, Roberto costruì un castello a Faringdon, ma Stefano attaccò e riuscì a sconfiggere i sostenitori di Matilde e conquistare Faringdon; nel 1145, re Stefano, dopo aver posto l'assedio a Wallingford, riuscì a catturare il conte di Chester, Ranulph de Gernon, col quale riuscì ad accordarsi, riottenendo così il castello di Lincoln; nel 1146, Goffredo il Bello, preoccupato per l'andamento della guerra civile in Inghilterra, organizzò una spedizione per poter fare tornare in Normandia il figlio primogenito, suo e dell'imperatrice, Enrico, dopo che da quattro anni era a Bristol e arrivato in Normandia, fu accolto e festeggiato nell'abbazia di Bec, il giorno dell'Ascensione; nel 1147, morì Roberto conte di Gloucester, dopo essere stato soggetto ad una febbre maligna, come confermano anche le Gesta Stephani Regis II che scrivono che morì a Bristol e nella contea di Gloucester gli successe il figlio Guglielmo e, in quello stesso anno Stefano fu ancora una volta incoronato a Lincoln.
L'anno successivo alla morte di Roberto di Gloucester, nel 1148, Matilde cedette i propri diritti al primogenito Enrico Plantageneto (il futuro Enrico II d'Inghilterra) e, prima della Quaresima, fece ritorno in Normandia, perché senza il fratellastro non sarebbe stata in grado di condurre le sue truppe. Durante la guerra civile la condizione degli Ebrei in Inghilterra fu abbastanza tranquilla e non fu particolarmente gravida di pericoli (l'Inghilterra costituiva per loro un buon rifugio, se confrontata con i pericoli del continente europeo), eccezion fatta per le forti tassazioni a cui li sottoposero sia Stefano che Matilde.

### Il figlio Enrico II d'Inghilterra
Gli avvenimenti seguenti ebbero come protagonista il figlio primogenito di Matilde, Enrico, che seguì i consigli della madre ed ebbe inizialmente il soprannome di Fitzempress (Figlio dell'Imperatrice). Nel 1149, Enrico Plantageneto fece un'incursione in Inghilterra, per cercare di sollevare le sorti della sua causa che languivano, trovando l'appoggio del conte di Chester; in quel periodo, Enrico fu nominato cavaliere, il giorno di Pentecoste dal re di Scozia Davide I. Enrico e Matilde rientrarono in Normandia, nel gennaio del 1150 lasciando l'Inghilterra in subbuglio.
Il marito di Matilde, Goffredo nel 1150 abdicò al ducato di Normandia a favore del figlio, Enrico (secondo Matteo di Parigi, Goffredo cedette il ducato a Enrico nel 1149), mantenendo per sé la contea di Angiò. Ma dopo la morte di Goffredo avvenuta l'anno seguente, Enrico divenne anche conte di Angiò; Goffredo prima di morire, a causa di una forte febbre, dispose che Enrico gli succedesse nella contea di Angiò, mentre al secondogenito, Goffredo, lasciò quattro castelli. Nel 1152 su consiglio della madre sposò Eleonora, duchessa d'Aquitania assai maggiore di età, non appena fu dichiarato nullo, per consanguineità, il matrimonio di lei con il re di Francia Luigi VII; in questo modo acquisì i vasti territori che la moglie possedeva.
Nel 1152, Stefano, dopo aver inutilmente (l'arcivescovo Teobaldo, piuttosto che obbedire a Stefano lasciò l'Inghilterra) tentato di far incoronare re suo figlio Eustachio, mise sotto assedio Wallingford; Enrico, nel gennaio del 1153, dopo aver sconfitto Luigi VII, che , l'anno prima, aveva tentato di invadere la Normandia, sbarcò in Inghilterra e la città fu liberata e subito dopo fu conclusa una tregua, non molto apprezzata dal figlio ed erede di Stefano, Eustachio, che, dal 1140, era il marito di Costanza, sorella del re Luigi VII di Francia. Enrico poté così visitare Bristol e poi l'Inghilterra centrale dove non sempre fu accolto con favore.
L'anno dopo, il figlio di Stefano, Eustachio morì all'improvviso ed Enrico, in quello stesso anno, con 36 navi, attraversò la Manica e sbarcò in Inghilterra, dove si apprestò ad iniziare nuovamente la guerra. Stefano, che circa un anno prima aveva perso la moglie Matilde di Boulogne, si sentì vecchio e stanco, senza più voglia di continuare la lotta per conto del secondo figlio, Guglielmo, per cui concordò un trattato con Enrico. Stefano incontrò Enrico a Wallingford e lo riconobbe come proprio successore, mentre Enrico Plantageneto accettava che Stefano continuasse a regnare pacificamente in Inghilterra (la pace era stata negoziata tra il fratello di Stefano, Enrico di Blois, vescovo di Winchester e l'arcivescovo di Canterbury, Teobaldo di Bec). Nella successiva ratifica solenne del trattato, tenuta a Winchester, Enrico rese omaggio a Stefano e si riconobbero al figlio minore di Stefano, Guglielmo, la contea del Surrey e l'eredità sui possedimenti del padre in Francia e in particolare la contea di Boulogne.
Con soddisfazione generale la guerra civile era finita. Dopo la morte di Stefano nel 1154, Enrico divenne re di Inghilterra dando origine alla dinastia dei Plantageneti, deciso a ristabilire il sistema di governo del nonno, Enrico I. Dopo il trasferimento del figlio Enrico in Inghilterra come nuovo re, nel dicembre 1154, Matilde si ritirò nell'abbazia di Notre-Dame-du-Pré, a Rouen, dove il figlio andava continuamente a trovarla per ottenerne consigli politici e dove morì il 10 settembre 1167; la morte di Matilde viene riportata da Robert di Torigny, che scrisse che Matilde (Mathildis imperatricis) morì a Rouen (Rothomagi) il 10 settembre (IIII idus Septembris) e fu sepolta nell'Abbazia di Notre-Dame du Bec (sepulta est Becci).
Nel 1847, dopo che erano stati recuperati nelle rovine dell'abbazia di Bec, i resti di Matilde furono traslati nella Cattedrale di Rouen. Nonostante il peso avuto nelle vicende che portarono al trono Enrico II, i cronisti inglesi contemporanei la dipinsero come una donna bisbetica e arrogante, che non sapeva stare al proprio posto. I cronisti appartenevano tuttavia alla corte di Stefano I e, in modo analogo alla nuora Eleonora di Aquitania, la sua figura risentiva della concezione dell'epoca, secondo la quale le donne non avrebbero dovuto pretendere di avere un ruolo politico attivo.

## Figli
Matilde a Enrico V non diede figli.
Matilde a Goffredo diede tre figli:
- Enrico[45] (1133-1189), re d'Inghilterra, duca di Normandia, conte d'Angiò e del Maine, e sposando Eleonora d'Aquitania, duca consorte d'Aquitania e conte consorte del Poitou;
- Goffredo[45] (1134-1158), conte d'Angiò e del Maine, e poi Conte di Nantes, senza discendenza;
- Guglielmo (agosto 1136[64], Argentan[172]-30 gennaio 1164, Rouen[173]), detto Lungaspada[174], secondo il Domesday Descendants, nelle pagine 989 e 990, ricevette dal fratello Enrico diversi feudi in Inghilterra e fu visconte di Dieppe[171]. Fu anche conte del Poitou[171]. Morì senza discendenza[171].

## Ascendenza
|                           |                    |                        | Genitori                 |  |  | Nonni |  |  | Bisnonni               |  |  | Trisnonni                |  |
|                           |                    |                        |                          |  |  |       |  |  | Roberto I di Normandia |  |  | Riccardo II di Normandia |  |
|                           |                    |                        |                          |  |  |       |  |  | Roberto I di Normandia |  |  | Riccardo II di Normandia |  |
|                           |                    | Giuditta di Bretagna   |                          |  |  |       |  |  | Roberto I di Normandia |  |  |                          |  |
| Guglielmo I d'Inghilterra |                    |                        |                          |  |  |       |  |  | Roberto I di Normandia |  |  |                          |  |
|                           |                    | Herleva                | Fulbert di Falaise       |  |  |       |  |  |                        |  |  |                          |  |
|                           |                    | Herleva                | Fulbert di Falaise       |  |  |       |  |  |                        |  |  |                          |  |
|                           |                    | Herleva                | Duda                     |  |  |       |  |  |                        |  |  |                          |  |
| Enrico I d'Inghilterra    |                    | Herleva                |                          |  |  |       |  |  |                        |  |  |                          |  |
|                           |                    | Baldovino V di Fiandra | Baldovino IV di Fiandra  |  |  |       |  |  |                        |  |  |                          |  |
|                           |                    | Baldovino V di Fiandra | Baldovino IV di Fiandra  |  |  |       |  |  |                        |  |  |                          |  |
|                           |                    | Baldovino V di Fiandra | Ogiva di Lussemburgo     |  |  |       |  |  |                        |  |  |                          |  |
| Matilde delle Fiandre     |                    | Baldovino V di Fiandra |                          |  |  |       |  |  |                        |  |  |                          |  |
|                           |                    | Adele di Francia       | Roberto II di Francia    |  |  |       |  |  |                        |  |  |                          |  |
|                           |                    | Adele di Francia       | Roberto II di Francia    |  |  |       |  |  |                        |  |  |                          |  |
|                           |                    | Adele di Francia       | Costanza d'Arles         |  |  |       |  |  |                        |  |  |                          |  |
| Matilde d'Inghilterra     |                    | Adele di Francia       |                          |  |  |       |  |  |                        |  |  |                          |  |
|                           | Duncan I di Scozia | Crinán di Dunkeld      |                          |  |  |       |  |  |                        |  |  |                          |  |
|                           | Duncan I di Scozia | Crinán di Dunkeld      |                          |  |  |       |  |  |                        |  |  |                          |  |
|                           | Duncan I di Scozia | Bethóc di Scozia       |                          |  |  |       |  |  |                        |  |  |                          |  |
| Malcolm III di Scozia     | Duncan I di Scozia |                        |                          |  |  |       |  |  |                        |  |  |                          |  |
|                           |                    | Suthen                 | …                        |  |  |       |  |  |                        |  |  |                          |  |
|                           |                    | Suthen                 | …                        |  |  |       |  |  |                        |  |  |                          |  |
|                           |                    | Suthen                 | …                        |  |  |       |  |  |                        |  |  |                          |  |
| Matilde di Scozia         |                    | Suthen                 |                          |  |  |       |  |  |                        |  |  |                          |  |
|                           |                    | Edoardo l'esiliato     | Edmondo II d'Inghilterra |  |  |       |  |  |                        |  |  |                          |  |
|                           |                    | Edoardo l'esiliato     | Edmondo II d'Inghilterra |  |  |       |  |  |                        |  |  |                          |  |
|                           |                    | Edoardo l'esiliato     | Ealdgyth                 |  |  |       |  |  |                        |  |  |                          |  |
| Margherita di Scozia      |                    | Edoardo l'esiliato     |                          |  |  |       |  |  |                        |  |  |                          |  |
|                           |                    | Agata di Kiev          | …                        |  |  |       |  |  |                        |  |  |                          |  |
|                           |                    | Agata di Kiev          | …                        |  |  |       |  |  |                        |  |  |                          |  |
|                           |                    | Agata di Kiev          | …                        |  |  |       |  |  |                        |  |  |                          |  |
|                           |                    | Agata di Kiev          |                          |  |  |       |  |  |                        |  |  |                          |  |

## Matilde nella cultura di massa
- La regina Matilde appare nel romanzo I Pilastri della Terra, dello scrittore britannico Ken Follet, ambientato al tempo dell'Anarchia Inglese.
- Lo scrittore statunitense G.R.R. Martin, autore delle Cronache del ghiaccio e del fuoco, si è ispirato alla regina Matilde per il personaggio di Rhaenyra Targaryen.
- La figura di Matilde, col nome di Maud e insieme a Stefano di Blois è protagonista del libro La corona del destino di Ellen Jones.
- Il ciclo di romanzi mistery medievale con protagonista Fratello Cadfael della scrittrice gallese Ellis Peters e la relativa serie tv sono ambientati durante il periodo dell'Anarchia inglese, che vedeva contrapposte le due fazioni del re Stefano d'Inghilterra e della Regina Matilde.

### Fonti primarie
- (LA)  Historia rerum in partibus transmarinis gestarum.
- (LA)  Gesta Stephani regis Anglorum et ducis Normannorum.
- (LA)  Cartulaire noir de la cathédrale d'Anger.
- (LA)  The History of the English by Henry Archdeacon of Huntingdon.
- (LA)  Matthæi Parisiensis, monachi Sancti Albani, Chronica majora, vol I.
- (LA)  Matthæi Parisiensis, monachi Sancti Albani, Chronica majora, vol II.
- (LA)  The Historical Works of Gervase of Canterbury, Vol. I.
- (LA)  Florentii Wigorniensis monachi Chronicon, Tomus II.
- (EN)  The Chronicles of Florence of Worcester with two continuations.
- (LA)  Monumenta Germaniae Historica, Scriptores, tomus III.
- (LA)  Monumenta Germaniae Historica, Scriptores, tomus IX.
- (LA)  Monumenta Germaniae Historica, Scriptores, tomus XIII.
- (LA)  Monumenta Germaniae Historica, Scriptores, tomus XVI.
- (LA)  Monumenta Germaniae Historica, Scriptores, tomus XVII.
- (LA)  Monumenta Germanica Historica, tomus XXIII.
- (LA)  Monumenta Germanica Historica, tomus XXVI.
- (LA)  Ordericus Vitalis, Historia Ecclesiastica, vol. II.
- (LA)  Ordericus Vitalis, Historia Ecclesiastica, vol. III, liber VI - IX.
- (LA)  Ordericus Vitalis, Historia Ecclesiastica, vol. IV, liber X - XIII.
- (LA)  Ordericus Vitalis, Historia Ecclesiastica, vol. unicum.
- (LA)  Historia Rerum in partibus transmarinis gestarum.
- (LA)  Chroniques des Eglises d'Anjou.
- (LA)  Obituaires de Sens Tome I.
- (LA)  Chronique de Robert de Torigni, abbé du Mont-Saint-Michel, vol I.
- (LA)  Guglielmo di Malmesbury, Gesta Regum Anglorum.
- (EN)  Chronicle of the Kings of England: From the Earliest Period to the Reign, of king William's children.
- (LA)  Historiæ Normannorum Scriptores Antiqui.

### Letteratura storiografica
- (EN)  Marjorie Chibnall, "The empress Matilda. Queen Consort, Queen Mother and Lady of the English", 1992 (ISBN 0-631-19028-7) e 1993 (ISBN 0-631-15737-9)
- Z.N. Brooke, "La Germania sotto Enrico IV e Enrico V", cap. XIII, vol. IV (La riforma della chiesa e la lotta fra papi e imperatori) della Storia del Mondo Medievale, 1999, pp. 422–482.
- Louis Alphen, "La Francia: Luigi VI e Luigi VII (1108-1180)", cap. XVII, vol. V (Il trionfo del papato e lo sviluppo comunale) della Storia del mondo medievale, 1999, pp. 705–739
- William John Corbett, "Inghilterra, 1087-1154", cap. II, vol. VI (Declino dell'impero e del papato e sviluppo degli stati nazionali) della Storia del Mondo Medievale, 1999, pp. 56–98.
- Cecil Roth, "Gli ebrei nel Medioevo", cap. XXII, vol. VI (Declino dell'impero e del papato e sviluppo degli stati nazionali) della Storia del Mondo Medievale, 1999, pp. 848–883.